# Nomi dei giorni della settimana
I nomi dei giorni della settimana sin dal periodo romano hanno preso il nome dei sette pianeti dell'astronomia classica, e sono stati numerati a partire da lunedì.

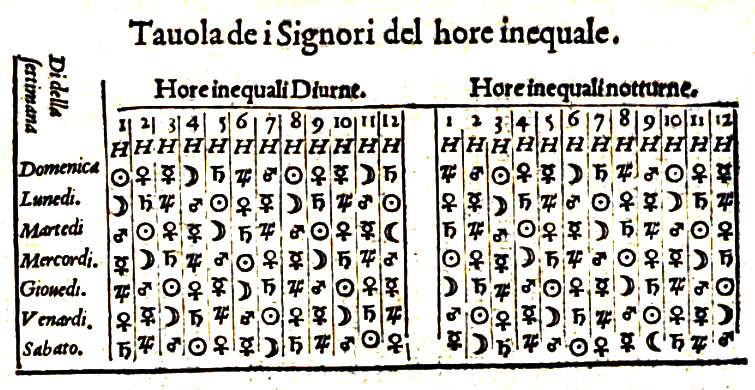
Tavola delle «ore ineguali» o «planetarie» di Egnazio Danti, che associa ogni pianeta al rispettivo giorno della settimana: la prima ora è quella che determina la qualità planetaria dell'intera giornata; ad esempio il sabato è associato a Saturno, la domenica al Sole, e così via. Le ore successive sono associate a pianeti diversi a seconda dei giorni della settimana.

## Origine dei nomi
La prima attestazione dei giorni della settimana associata con i corpi celesti visibili a occhio nudo risale a Vettio Valente, un astrologo che scrisse l'Anthologiarum intorno al 170 d.C. L'ordine era Elio, Selene, Ares, Ermete, Zeus, Afrodite e Crono. Dalla Grecia questo schema si diffuse a Roma e in seguito dal latino a tutte le altre lingue.

## Lingua greca
| Lingua            | I              | II           | III           | IV          | V                 | VI            | VII           |
| greco ellenistico | ἡμέρα Σελήνης  | ἡμέρα Ἄρεως  | ἡμέρα Ἕρμου   | ἡμέρα Διός  | ἡμέρα Ἀφροδίτης   | ἡμέρα Κρόνου  | ἡμέρα Ἡλίου   |
| greco ellenistico | hēméra Selḗnēs | hēméra Áreōs | hēméra Hérmou | hēméra Diós | hēméra Aphrodítēs | hēméra Krónou | hēméra Hēlíou |
| greco moderno     | Δευτέρα        | Τρίτη        | Τετάρτη       | Πέμπτη      | Παρασκευή         | Σάββατο       | Κυριακή       |
| greco moderno     | Dheftéra       | Tríti        | Tetárti       | Pémpti      | Paraskeví         | Sávvato       | Kyriakí       |
| greco             | deftèra        | triti        | tetràdi       | petti       | prassei           | samba         | ciuriacì      |

## Lingua latina e lingue romanze
| Lingua               | I                        | II                       | III                        | IV                      | V                        | VI                            | VII                             |
| latino               | dies Lunae feria secunda | dies Martis feria tertia | dies Mercurii feria quarta | dies Iovis feria quinta | dies Veneris feria sexta | dies Saturni/sabbata sabbatum | dies Solis/dies Domini Dominica |
| italiano             | lunedì                   | martedì                  | mercoledì                  | giovedì                 | venerdì                  | sabato                        | domenica                        |
| corso                | luni                     | marti                    | marcuri                    | ghjovi                  | vennari                  | sabatu                        | duminica                        |
| sardo                | lunis                    | martis                   | mèrcuris                   | giòbia                  | chenàbura                | sàbadu                        | domìniga                        |
| calabrese            | Luni                     | Marti                    | Mercuri                    | Iovi                    | Venneri                  | Sabbatu                       | Dominica                        |
| siciliano            | lúni/luni dìa            | márti/màrti dìa          | mèrcuri                    | jovi/jovi dìa           | vènniri                  | sàbbatu/sàbbatu dìa           | dumìnica/dumìnica dìa           |
| napoletano           | lunnerì                  | marterì                  | miercurì                   | gioverì                 | viernarì                 | sàbbato                       | dummeneca                       |
| ligure               | lûnedí                   | martedì                  | merculedí                  | zœggia                  | venardí                  | sabbu                         | duménnega                       |
| piemontese           | lùn-es                   | màrtes                   | mèrcol                     | giòbia                  | vënner                   | saba                          | dumìnica                        |
| lombardo (insubre)   | lundesdì                 | mardì                    | mercoldì                   | gioeubia                | venardì                  | sabet                         | domenega                        |
| lombardo (orobico)   | lönesdé                  | martedé                  | mercoldé                   | giöedé                  | venerdé                  | sabot                         | dümìnica                        |
| emiliano (bolognese) | lonedé, lunedé           | martedé                  | mêrcuel                    | giovedé, żòbia          | vèner                    | sâbet                         | dmanndga, dmannga               |
| emiliano (ferrarese) | lùnî                     | màrti                    | mèrcul                     | źòbia                   | vènar                    | sàbat                         | dméndga, dménga                 |
| veneto               | luni                     | marti                    | mèrcore                    | xoba                    | vénare                   | sabo                          | doménega                        |
| friulano             | lunis                    | martars                  | miercus                    | joibe                   | vinars                   | sabide                        | domenie                         |
| ladino               | lunesc                   | merdi                    | mierculdi                  | juebia                  | vënderdi                 | sada                          | dumënia                         |
| romancio             | glindesdi                | mardi                    | mesemna                    | gievgia                 | venderdi                 | sonda                         | dumengia                        |
| arpitano             | delon                    | demârs                   | demécro                    | dejô                    | devendro                 | dessando                      | demenge                         |
| francese             | lundi                    | mardi                    | mercredi                   | jeudi                   | vendredi                 | samedi                        | dimanche                        |
| vallone              | londi                    | mårdi                    | mierkidi                   | djudi                   | vénrdi                   | semdi                         | dimegne                         |
| normanno             | lundi                    | mardi                    | mercrédi                   | jéeudi                  | vendrédi                 | sammedi                       | dîmmaunche                      |
| occitano             | diluns                   | dimars                   | dimècres                   | dijòus                  | divendres                | dissabte                      | dimenge                         |
| provenzale           | diluns                   | dimares                  | dimecres                   | dijou                   | divendre                 | dissate                       | dimenche                        |
| guascone             | diluns                   | dimarç                   | dimèrcs                    | dijaus                  | diveis                   | dissabte                      | dimenge                         |
| aranese              | deluns                   | dimars                   | dimèrcles                  | dijaus                  | diuendres                | dissabte                      | dimenge                         |
| catalano             | dilluns                  | dimarts                  | dimecres                   | dijous                  | divendres                | dissabte                      | diumenge                        |
| aragonese            | luns                     | martes                   | miercols                   | chuebes                 | biernes                  | sabado                        | domingo                         |
| spagnolo             | lunes                    | martes                   | miércoles                  | jueves                  | viernes                  | sábado                        | domingo                         |
| giudesmo             | לוניס                    | מארטיס                   | מיירקוליס                  | ג'ואיב'יס               | ב'יירניס                 | סאבה                          | אלהאד                           |
| giudesmo             | lunes                    | martes                   | mierkoles                  | djueves                 | viernes                  | shabat                        | alhad                           |
| estremadurano        | lunis                    | martis                   | miércuris                  | huevis                  | vienris                  | sábau                         | domingu, dissantu               |
| asturiano            | llunes                   | martes                   | miércoles                  | xueves                  | vienres                  | sábadu                        | domingu                         |
| leonese              | llunes                   | martes                   | miércoles                  | xueves                  | vienres                  | sábadu                        | domingu                         |
| galiziano-portoghese | lues                     | martes                   | mércores                   | joves                   | vernes                   | sábado                        | domingo                         |
| galiziano            | luns                     | martes                   | mércores                   | xoves                   | venres                   | sábado                        | domingo                         |
| portoghese           | segunda-feira            | terça-feira              | quarta-feira               | quinta-feira            | sexta-feira              | sábado                        | domingo                         |
| romeno/moldavo       | luni/лунь                | marți/марць              | miercuri/меркурь           | joi/жой                 | vineri/винерь            | sâmbătă/сымбэтэ               | duminică/думиникэ               |
| meglenorumeno        | lúni̯                     | marts                    |                            | joi̯                     | víniri                   |                               | dumínică                        |
| arumeno              | lunī                     | martsî                   | ńercurī                    | gioi                    | vińiri                   | sâmbătă                       | dumânică                        |
| istrorumeno          | lur                      | utorek                   | sredu                      | četrtok                 | virer                    | simbota                       | dumireca                        |

La maggior parte dei nomi dei giorni della settimana nelle lingue romanze ha un'origine planetaria. Il nome per il lunedì deriva dalla Luna, mentre i giorni successivi si ispirano a quattro dei cinque pianeti visibili: Marte, Mercurio, Giove e Venere. Ad ognuno di questi astri corrisponde una specifica divinità nella mitologia romana.

Il riferimento originale latino a Saturno per il sabato e al Sole per la domenica sono stati sostituiti da riferimenti religiosi. Il sabato deriva dall'ebraico shabbath, il giorno del riposo. Il nome della domenica significa "giorno del Signore".

Una notabile eccezione deriva dal portoghese, dove i riferimenti a divinità pagane sono stati eliminati per essere sostituiti da un sistema numerale derivato dalla tradizione cattolica latina.

## Lingue germaniche
| Lingua                 | I                        | II                                | III                    | IV                           | V                       | VI                    | VII                                   |
| anglosassone           | Mōnandæȝ                 | Tīƿesdæȝ                          | Ƿōdnesdæȝ              | Þunresdæȝ                    | Frīȝedæȝ                | Sæternesdæȝ           | Sunnandæȝ                             |
| medio inglese          | Mōne-dai                 | Tiues-dai                         | Wednes-dai             | Thūres-dai                   | Frī-dai                 | Sater-dai             | Sǒn-dai                               |
| inglese                | Monday                   | Tuesday                           | Wednesday              | Thursday                     | Friday                  | Saturday              | Sunday                                |
| scozzese               | Monanday                 | Tysday                            | Wadensday              | Fuirssday                    | Friday                  | Setturday             | Sunday                                |
| yola                   | Mondei                   | Tusedei                           | Wennesdei              | Thorsdei                     | Vreedie, Vridei         | Zathardei             | Zindei                                |
| frisone occidentale    | Moandei                  | Tiisdei                           | Woansdei               | Tongersdei                   | Freed                   | Sneon                 | Snein                                 |
| frisone orientale      | Moundai                  | Täisdai                           | Middewiek              | Tuunsdai                     | Fräindai                | Snäiwende, Sneeuwende | Sundai                                |
| frisone settentrionale | Monnendei                | Tirsdei                           | Winsdei                | Türsdei                      | Frideisennin            | Sennin                | Sennedei                              |
| olandese               | maandag                  | dinsdag                           | woensdag               | donderdag                    | vrijdag                 | zaterdag              | zondag                                |
| afrikaans              | maandag                  | dinsdag                           | woensdag               | donderdag                    | vrydag                  | saterdag              | sondag                                |
| fiammingo orientale    | maondag                  | diensdag                          | woensdag               | dunderdag                    | vrydag                  | zoaterdag             | zundag                                |
| limburghese            | moandig                  | dinsdig                           | woonsdig               | dönjerdig                    | vriedig                 | zaoterdig             | zönjig                                |
| basso-tedesco          | Maandag                  | Dingsdag                          | Middeweken             | Dunnersdag                   | Freedag                 | Sünnavend             | Sünndag                               |
| Plautdietsch           | Mondach                  | Dinjsdach                         | Medwäakj               | Donnadach                    | Friedach                | Sinowent              | Sindach                               |
| lussemburghese         | Méindeg                  | Dënschdeg                         | Mëttwoch               | Donneschdeg                  | Freideg                 | Samschdeg             | Sonndeg                               |
| Kölsch                 | Mondag                   | Dinsdag                           | Meddwoch               | Donnersdag                   | Friedag                 | Samsdag               | Sonndag                               |
| Lothringer Platt       | Monda                    | Dienschda, Darschtech, Zischta    | Mittwoch               | Dunnersch-da, Donneschtech   | Freida                  | Samschda              | Sunnda                                |
| deitsch                | Mondaag                  | Dienschdaag                       | Mittwoch               | Dunnerschdaag                | Freidaag                | Samschdaag            | Sunndaag                              |
| alemanno               | Mändig                   | Zischdig                          | Mittwuch               | Dunnschdig                   | Friidig                 | Samschdig             | Sunndig                               |
| svevo                  | Mendich                  | Denschtig                         | Mittich                | Donnerschtig                 | Fraidich                | Samschdig             | Sonndich                              |
| walser                 | Meintog                  | Zistog                            | Mittwocha              | Frontog                      | Fritog                  | Samstog               | Sonnutog                              |
| alsaziano              | Mandi                    | Zischdi                           | Mittwuch               | Dunnerschdi                  | Fridi                   | Sàmschdi              | Sunndi                                |
| yiddish                | מאָנטיק                   | דינסטיק                           | מיטװאָך                 | דאָנערשטיק                    | פֿרײַטיק                  | שבת                   | זונטיק                                |
| yiddish                | montik                   | dinstik                           | mítvokh                | dónershtik                   | fraytik                 | shabes                | zúntik                                |
| bavarese               | Monda, Mondog            | Deansdog, Diensdog, Iada, Ergedog | Middwoch, Migga, Micha | Dunnasdog, Pfinzdog, Pfinzda | Freida, Freidog         | Samsta, Samsdog       | Sunnda, Sunndog                       |
| mòcheno                | Ma'ta                    | Eirta                             | Mitta                  | Pfinsta                      | Vraita                  | Sònsta                | Sunta                                 |
| cimbro                 | Meentakh                 | Èrtakh                            | Mittoch                | Fiistakh                     | Vraitakh                | Saastakh              | Suntakh                               |
| Gottscheerisch         | Mantok                   | Ertok                             | Mitóchn                | Pfinstok                     | Vraitok                 | Shonstok              | Shu̇ntok                               |
| alto tedesco antico    | manetag                  | ziostag                           | mittawehha             | donarstag                    | frijetag                | sambaztag             | sunnuntag                             |
| alto tedesco medio     | mântac, mæntac           | zistac, ërtac, ërctac             |                        | donerstac                    | frîtac                  | sameʒtac, samʒtac     | sunnentac, suntac                     |
| tedesco                | Montag                   | Dienstag                          | Mittwoch               | Donnerstag                   | Freitag                 | Samstag, Sonnabend    | Sonntag                               |
| vilamoviano            | Möntaog                  | Dynstaog                          | Mejtwaoch              | Dunyśtaog                    | Fretaog                 | Zynwyt                | Zuntaog                               |
| danese                 | mandag                   | tirsdag                           | onsdag                 | torsdag                      | fredag                  | lørdag                | søndag                                |
| Älvdalsmål             | måndag                   | tisdag                            | ųosdag                 | tųosdag                      | frjådag                 | lovdag                | sunndag                               |
| svedese                | måndag                   | tisdag                            | onsdag                 | torsdag                      | fredag                  | lördag                | söndag                                |
| norvegese bokmål       | mandag                   | tirsdag                           | onsdag                 | torsdag                      | fredag                  | lørdag                | søndag                                |
| norvegese nynorsk      | måndag                   | tysdag                            | onsdag                 | torsdag                      | fredag                  | laurdag               | sundag                                |
| faroese                | mánadagur                | týsdagur                          | mikudagur (ónsdagur)   | hósdagur (tórsdagur)         | fríggjadagur            | leygardagur           | sunnudagur                            |
| islandese              | mánudagur                | þriðjudagur                       | miðvikudagur           | fimmtudagur                  | föstudagur              | laugardagur           | sunnudagur                            |
| norreno                | mǫ́nudagr mánadagr,       | týsdagr                           | óðinsdagr              | þórsdagr                     | frjádagr (fríadagr)     | laugardagr            | sunnudagr                             |
| gotico                 | 𐌳𐌰𐌹𐍅𐍄𐌰𐌹𐍂𐌰𐌳𐌰𐌲𐍃, 𐌳𐌹𐌿𐍄𐌰𐌳𐌰𐌲𐍃 | 𐌰𐍂𐌴𐌹𐌽𐍃𐌳𐌰𐌲𐍃, 𐌰𐍂𐌾𐌰𐌿𐍃𐌳𐌰𐌲𐍃            | 𐌼𐌹𐌳𐌾𐌰𐍅𐌹𐌺𐍉              | 𐍀𐌹𐌽𐍄𐌰𐌳𐌰𐌲𐍃, 𐍀𐌰𐌹𐌽𐍄𐌴𐌳𐌰𐌲𐍃        | 𐍀𐌰𐍂𐌰𐍃𐌺𐌰𐌹𐍅𐌴, 𐍀𐌰𐍂𐌴𐌹𐌽𐍃𐌳𐌰𐌲𐍃 | 𐍃𐌰𐌱𐌱𐌰𐍄𐍉, 𐍃𐌰𐌼𐌱𐌰𐍄𐌰𐌳𐌰𐌲𐍃  | 𐍆𐍂𐌰𐌿𐌾𐌰𐌳𐌰𐌲𐍃, 𐍆𐍂𐌰𐌿𐌾𐌹𐌽𐍃 𐌳𐌰𐌲𐍃, 𐌺𐌹𐍂𐌹𐌺𐌰𐌳𐌰𐌲𐍃 |
| gotico                 | daiwtairadags, diutadags | areinsdags, arjausdags            | midjawiko              | pintadags, paintedags        | paraskaiwe, pareinsdags | sabbato, sambatadags  | fraujadags, fraujins dags, kirikadags |

Sei dei nomi dei giorni della settimana possiedono una corrispondenza con il calendario celeste romano. Le divinità latine sono sostituite con i nomi nelle varie lingue di divinità norrene più o meno assimilabili. Il martedì è assegnato a Týr, divinità della guerra associata in questo caso al Marte latino, nonostante la sua etimologia sia la stessa di Giove. Il mercoledì a Odino, dio della sapienza e della magia, accostabile a Mercurio. Il giovedì a Thor, dio del tuono associato in questo caso a Giove. Il venerdì a Freyja (o a Frigg), dea dell'amore come la Venere dei romani.

Il lunedì e la domenica hanno in genere un riferimento diretto agli astri della Luna e del Sole. Per quanto riguarda il sabato, vi sono origini diverse. 
In inglese ed olandese viene mantenuto il riferimento diretto alla divinità romana originale (Saturno). In tedesco, la forma Samstag deriva dall'alto tedesco antico sambaztac che a sua volta deriva dalla festività ebraica del shabbath, come la maggior parte delle lingue neolatine. Esiste anche un altro nome in tedesco per il sabato: Sonnabend, che significa "vigilia del sole" e quindi "giorno prima della domenica".
In tedesco sono presenti altre variazioni rispetto allo schema germanico: Dienstag (martedì) significa "giorno dell'assemblea" e Mittwoch (mercoledì) significa "in mezzo alla settimana"

Nelle lingue scandinave il nome del sabato significa "giorno del lavaggio", dall'antica radice nordica laugr, bagno. Questo deriva dalla tradizione vichinga di fare il bagno il sabato.

L'islandese rappresenta un'eccezione. Pur mantenendo il riferimento celeste per il lunedì e la domenica ed il riferimento al bagno per il sabato, i nomi degli altri giorni sono divergenti: martedì significa "terzo giorno" (la domenica è considerato il primo), mercoledì "giorno in mezzo alla settimana", giovedì "quinto giorno" e venerdì "giorno del digiuno".

## Lingue slave
| Lingua             | I                      | II              | III           | IV                  | V             | VI              | VII              |
| russo              | понедельник            | вторник         | среда         | четверг             | пятница       | суббота         | воскресенье      |
| russo              | ponedél'nik            | vtórnik         | sredá         | četvérg             | pjátnica      | subbóta         | voskresén'e      |
| ucraino            | понеділок              | вівторок        | середа        | четвер              | п'ятниця      | субота          | неділя           |
| ucraino            | ponedilok              | vivtórok        | seredá        | četvér              | p″játnycja    | subóta          | nedílja          |
| ruteno             | понедїлёк              | віторок         | середа        | четверь             | пятніця       | субота          | недїля           |
| ruteno             | ponedïlëk              | vitorok         | sereda        | cetver'             | pjatnicja     | subota          | nedïlja          |
| bielorusso         | панядзелак             | аўторак         | серада        | чацвер, чацьвер     | пятніца       | субота          | нядзеля          |
| bielorusso         | paniadziélak           | aŭtórak         | serada        | čacvékr             | piátnica      | subóta          | niadzielja       |
| polacco            | poniedziałek           | wtorek          | środa         | czwartek            | piątek        | sobota          | niedziela        |
| casciubo           | pòniedzôłk             | wtórk           | strzoda       | czwiôrtk            | piątk         | sobòta          | niedzela         |
| slesiano           | pyńdźouek              | wtorek          | střoda        | štwortek            | pjůntek       | sobota          | ńydźela          |
| sorabo superiore   | póndźela               | wutora          | srjeda        | štwórtk             | pjatk         | sobota          | njedźela         |
| sorabo inferiore   | pónjeźele              | wałtora         | srjoda        | stwórtk             | pětk          | sobota          | njeźela          |
| ceco               | pondělí                | úterý           | středa        | čtvrtek             | pátek         | sobota          | neděle           |
| slovacco           | pondelok               | utorok          | streda        | štvrtok             | piatok        | sobota          | nedeľa           |
| prekmuro           | pondelek               | tork, torek     | srejda, sreda | četertek            | pétek         | subota          | nedela           |
| sloveno            | ponedeljek             | torek           | sreda         | četrtek             | petek         | sobota          | nedelja          |
| resiano            | pundijak               | tarok           | srida         | čatärtak            | petak         | saböta          | nadëja           |
| croato             | ponedjeljak            | utorak          | srijeda       | četvrtak            | petak         | subota          | nedjelja         |
| bosniaco           | ponedjeljak            | utorak          | srijeda       | četvrtak            | petak         | subota          | nedjelja         |
| serbo              | понедељак / ponedeljak | уторак / utorak | среда / sreda | четвртак / četvrtak | петак / petak | субота / subota | недеља / nedelja |
| macedone           | понеделник             | вторник         | среда         | четврток            | петок         | сабота          | недела           |
| macedone           | ponedelnik             | vtornik         | sreda         | četvrtok            | petok         | sabota          | nedela           |
| bulgaro            | понеделник             | вторник         | сряда         | четвъртък           | петък         | събота          | неделя           |
| bulgaro            | ponedélnik             | vtornik         | srjadá        | četvărtăk           | petăk         | săbóta          | nedelja          |
| antico slavo eccl. | понєдѣ́л҄ьникъ           | въто́рьникъ      | срѣ́да         | чєтврь́тъкъ          | пѧ́тъкъ        | сѫбо́та, собо́та  | нєдѣ́лꙗ           |
| antico slavo eccl. | ponedě́lĭnikŭ           | vŭtórĭnikŭ      | srě́da         | četvrĭ́tŭkŭ          | pę́tŭkŭ        | sǫbóta, sobóta  | nedě́lja          |

I nomi dei giorni della settimana nelle lingue slave hanno un significato fondamentalmente numerico. La domenica significa "che non si lavora". Fa eccezione la lingua russa nella quale il significato è risurrezione, in riferimento all'episodio biblico. Lunedì significa "giorno successivo a quello in cui non si lavora". Martedì significa "secondo", mentre mercoledì significa "in mezzo", in riferimento alla propria posizione rispetto agli altri giorni. Giovedì significa "quarto" e venerdì "quinto". Il sabato ha invece origine dall'ebraico shabbath. Il primo giorno della settimana viene considerato il lunedì.

## Lingue baltiche
| Lingua     | I           | II          | III          | IV             | V            | VI          | VII            |
| prussiano  | punadîli    | wisasîdis   | pussisawaiti | ketwirtiks     | pēntniks     | sabattika   | nadîli         |
| lituano    | pirmadienis | antradienis | trečiadienis | ketvirtadienis | penktadienis | šeštadienis | sekmadienis    |
| samogitico | panedielis  | oterninks   | sereda       | ketvergs       | pernīčė      | sobata      | nedielės dėina |
| lettone    | pirmdiena   | otrdiena    | trešdiena    | ceturtdiena    | piektdiena   | sestdiena   | svētdiena      |
| letgallo   | pyrmūdīne   | ūtardīne    | trešdīne     | catūrtdīne     | pīktdīne     | sastdīne    | svātdīne       |

Nelle lingue baltiche i nomi dei giorni della settimana hanno un significato numerale, con il lunedì come il primo della serie. La lingua samogitica fa eccezione e il significato dei nomi dei giorni della settimana è analogo a quello delle lingue slave.

## Lingue ugrofinniche
| Lingua           | I                   | II                  | III           | IV           | V            | VI           | VII                  |
| ungherese        | hétfő               | kedd                | szerda        | csütörtök    | péntek       | szombat      | vasárnap             |
| finlandese       | maanantai           | tiistai             | keskiviikko   | torstai      | perjantai    | lauantai     | sunnuntai            |
| kven             | maanantai           | tiistai             | keskiviikko   | tuorestai    | perjantai    | lauvantai    | sunnuntai            |
| careliano        | ezmäineargi         | toinargi, toineärgi | kolmaspäivy   | nelläspäivy  | pätničču     | suovattu     | pyhäpäivy            |
| estone           | esmaspäev           | teisipäev           | kolmapäev     | neljapäev    | reede        | laupäev      | pühapäev             |
| võro             | iispäiv             | tõõsõpäiv           | kolmapäiv     | neläpäiv     | riidi        | puulpäiv     | pühäpäiv             |
| livoniano        | ežžõmpǟva           | tuoiznapǟva         | kuolmõndpǟva  | neļļõndpǟva  | brēḑig       | pūolpǟva     | pivāpǟva             |
| vepso            | ezmärg              | tožnarg             | koumanz'päiv  | nellänz'päiv | videnz'päiv  | sobat        | pühäpäiv             |
| sami del nord    | vuossárga, mánnodat | maŋŋebárga, disdat  | gaskavahkku,  | duorastat    | bearjadat    | lávvardat    | sotnabeaivi          |
| sami di Lule     | mánnodahkaa         | dijstahka           | gasskavahkkoò | duorastahka  | bierjjedahka | lávvodahka   | sådnåbiejvve, ájllek |
| sami meridionale | måanta              | dæjsta              | gaskevåhkoe   | duarsta      | bearjadahke  | laavvardahke | aejlege              |
| sami di Inari    | vuossargâ           | majebargâ           | koskokko      | tuorâstâh    | vástuppeivi  | lávárdâh     | pasepeivi            |
| sami skolt       | vuõssargg           | mââi´bargg          | seärad        | nelljdpei´vv | piâtnâc      | sue´vet      | pâ´sspei´vv          |

In ungherese hanno un significato principalmente numerale. Lunedì significa "inizio della settimana", martedì "secondo", mercoledì "nel mezzo", giovedì "quarto", venerdì "quinto". Mercoledì, giovedì e venerdì hanno un'origine etimologica slava.

I nomi finlandesi dei giorni della settimana seguono sostanzialmente il modello delle lingue scandinave, con il lunedì e la domenica che si riferiscono alla luna ed al sole e gli altri giorni assegnati alle stesse divinità nordiche. Anche il sabato segue la stessa linea, essendo traducibile come "giorno del bagno". L'unica eccezione è rappresentata dal mercoledì, che significa "giorno in mezzo alla settimana".

In estone hanno un significato fondamentalmente ordinale, con l'eccezione del venerdì e del sabato, che mostrano un'influenza delle lingue scandinave, e della domenica. Il venerdì deriva dal "giorno di Freyja", il sabato significa "giorno del bagno" mentre la domenica "giorno sacro".

## Lingue celtiche
| Lingua           | I         | II          | III          | IV         | V           | VI           | VII                         |
| irlandese        | Luan      | Máirt       | Céadaoin     | Déardaoin  | Aoine       | Satharn      | Domhnach                    |
| gaelico scozzese | Di-Luain  | Di-Màirt    | Di-Ciadain   | Di-Ardaoin | Di-haoine   | Di-Sathairne | Di-Dòmhnaich / Là na Sàbaid |
| mannese          | Jelhein   | Jemayrt     | Jercean      | Jerdein    | Jeheiney    | Jesarn       | Jedoonee                    |
| gallese          | dydd Llun | dydd Mawrth | dydd Mercher | dydd Iau   | dydd Gwener | dydd Sadwrn  | dydd Sul                    |
| cornico          | dy' Lun   | dy' Merth   | dy' Merher   | dy' Yow    | dy' Gwener  | dy' Sadorn   | dy' Sul                     |
| bretone          | Lun       | Meurzh      | Merc'her     | Yaou       | Gwener      | Sadorn       | Sul                         |

In irlandese, nomi per il lunedì, martedì e sabato mantengono la loro origine latina. Gli altri nomi hanno invece origine nella tradizione cattolica. Mercoledì significa "primo digiuno", venerdì "il digiuno" e giovedì "giorno tra i due digiuni". Domenica significa "giorno del signore".

Il gallese, pur non essendo una lingua neolatina, mantiene fedelmente i nomi latini.

## Lingue iraniche
| Lingua   | I         | II         | III         | IV        | V         | VI      | VII        |
| baluchi  | doshambey | seyshambey | charshambey | pashambey | juma      | shambey | yakshambey |
| curdo    | duşem     | sêşem      | çarşem      | pêncşem   | în        | şemî    | yekşem     |
| osseto   | къуырисӕр | дыццӕг     | ӕртыццӕг    | цыппӕрӕм  | майрӕмбон | сабат   | хуыцаубон  |
| osseto   | ḳuyrisär  | dyccäg     | ärtyccäg    | cyppäräm  | majrämbon | sabat   | ȟuycaubon  |
| persiano | دوشنبه    | سهشنبه     | چهارشنبه    | پنجشنبه   | جمعه      | شنبه    | یکشنبه     |
| persiano | došanbe   | sešanbe    | cahâršanbe  | panjšanbe | jom'e     | šanbe   | yekšanbe   |
| zazaki   | dışeme    | sêşeme     | çarşeme     | pancşeme  | yene      | şeme    | yewşeme    |

## Lingue indoarie
| Lingua    | I                    | II                     | III            | IV                     | V             | VI                 | VII             |
| sanscrito | इन्दुवासरम्              | भौमवासरम्                 | सौम्यवासरम्        | गुरूवासरम                 | भ्रगुवासरम्       | स्थिरवासरम्            | भानुवासरम्          |
| sanscrito | indu vāsaram         | bhauma vāsaram         | saumya vāsaram | guru vāsaram           | bhrgu vāsaram | sthira vāsaram     | bhaanu vāsaram  |
| hindi     | सोमवार / चन्द्रवार        | मंगलवार / भौमवार           | बुधवार           | गुरूवार / बृहस्पतिवार         | शुक्रवार         | शनिवार               | रविवार / इतवार     |
| hindi     | somavār / chandravār | mangalavār / bhaumavār | budhvār        | gurūvār / brhaspativār | shukravār     | shanivār           | ravivār / itvār |
| urdu      | سوموار / پیر         | منگل                   | پدھ            | جمعرات                 | جمعہ          | ہفتہ / سنیچر       | اتوار           |
| urdu      | peer / somwhal       | mangal                 | budh           | jumaa-raat             | jumaah        | saneechar / haftah | itwaar          |
| bengali   | সোমবার                 | মঙ্গলবার                 | বুধবার           | বৃহস্পতিবার                | শুক্রবার         | শনিবার               | রবিবার            |
| bengali   | shombar              | monggolbar             | budhbar        | brihôshpotibar         | shukrobar     | shonibar           | robibar         |

In hindi tutti i nomi dei giorni della settimana derivano dai nomi indiani dei corpi celesti nello stesso ordine delle lingue europee (al lunedì è assegnata la Luna, al martedì il pianeta Marte e così via). Anche il sabato e la domenica sono assegnati rispettivamente al pianeta Saturno e al Sole. I nomi dei pianeti derivano a loro volta da figure divine della mitologia indiana: la Luna si riferisce a Chandra, il Sole a Ravi, Mercurio a Budha, Venere a Shukra, Marte a Mangala, Giove a Brihaspati e Saturno a Shani.

## Lingue dravidiche
| Lingua    | I                | II              | III             | IV                        | V              | VI             | VII               |
| kannada   | ಸೋಮವಾರ             | ಮಂಗಳವಾರ           | ಬುಧವಾರ            | ಗುರುವಾರ                      | ಶುಕ್ರವಾರ          | ಶನಿವಾರ           | ರವಿವಾರ              |
| kannada   | soma vaara       | mangala vaara   | budha vaara     | guru vaara                | shukra vaara   | shani vaara    | bhanu vaara       |
| malayalam | തിങ്കള്             | ചൊവ്വ             | ബുധന്             | വ്യാഴം                       | വെള്ളി            | ശനി             | ഞായര്               |
| malayalam | thingal          | čovva           | budhan          | vyāzha                    | velli          | sheni          | ñāyar             |
| tamil     | திங்கள்             | செவ்வாய்            | புதன்             | வியாழன்                      | வெள்ளி            | சனி             | ஞாயிறு               |
| tamil     | thingat kizhamai | sevvāi kizhamai | budhan kizhamai | vyāzha kizhamai           | velli kizhamai | shani kizhamai | nyāyitru kizhamai |
| telugu    | సోమవారం             | మంగళవారం           | బుధవారం            | గురువారం                      | శుక్రవారం          | శనివారం           | ఆదివారం              |
| telugu    | soma vāram       | mangala vāram   | budha vāram     | bestha/guru/lakshmi vāram | shukra vāram   | shani vāram    | aadi vāram        |

## Lingue semitiche
| Lingua  | I          | II          | III         | IV           | V          | VI          | VII        |
| arabo   | الاثنين    | الثلاثاء    | الاربعاء    | الخميس       | الجمعة     | السبت       | الأحد      |
| arabo   | al-iθnéin  | aθ-θalaθā’  | al-'árbaʕa’ | al-xamīs     | al-júmʕa   | as-sabt     | al-'áħad   |
| amarico | ሰኞ         | ማክሰኞ        | ረቡዕ         | ሐሙስ          | ዓርብ        | ቅዳሜ         | እሑድ        |
| amarico | senyo      | maksenyo    | rob         | hamus        | arb        | kidami      | ehud       |
| tigrino | ሰኑይ        | ሰሉስ         | ረቡዕ         | ሓሙስ          | ዓርቢ        | ቀዳም         | ሰንበት       |
| ebraico | יום שני    | יום שלישי   | יום רביעי   | יום חמישי    | יום שישי   | יום שבת     | יום ראשון  |
| ebraico | yom sheyni | yom shlishi | yom revi'i  | yom khamishi | yom shishi | yom shabbat | yom rishon |
| maltese | it-Tnejn   | it-Tlieta   | l-Erbgħa    | il-Ħamis     | il-Ġimgħa  | is-Sibt     | il-Ħadd    |

## Lingue turche
| Lingua   | I            | II              | III        | IV          | V     | VI        | VII       |
| azero    | bazar ertəsi | çərşənbə axşamı | çərşənbə   | cümə axşamı | cümə  | şənbə     | bazar     |
| cazaco   | дүйсенбі     | сейсенбі        | сәрсенбі   | бейсенбі    | жұма  | сенбі     | жексенбі  |
| cazaco   | dwysenbi     | seysenbi        | särsenbi   | beysenbi    | juma  | senbi     | jeksenbi  |
| gagauzo  | pazertesi    | sali            | carsamba   | persembä    | cumaa | cumartesi | pazar     |
| tataro   | düşämbe      | sişämbe         | çärşämbe   | pänceşämbe  | comğa | şimbä     | yäkşämbe  |
| turco    | pazartesi    | salı            | çarşamba   | perşembe    | cuma  | cumartesi | pazar     |
| turkmeno | duşenbe      | sişenbe         | çarşenbe   | penşenbe    | anna  | şenbe     | ýekşenbe  |
| usbeco   | dushanba     | seshanba        | chorshanba | payshanba   | juma  | shanba    | yakshanba |

In turco, domenica, considerata il primo giorno della settimana, significa "giorno del bazar" mentre lunedì "dopo il bazar". Martedì, mercoledì e giovedì significano "terzo", "quarto" e "quinto giorno". Venerdì significa "giorno del jumu'ah" mentre sabato "dopo jumu'ah".

## Lingue caucasiche
| Lingua    | I        | II        | III        | IV         | V         | VI     | VII      |
| georgiano | ორშაბათი | სამშაბათი | ოთხშაბათი  | ხუთშაბათი  | პარასკევი | შაბათი | კვირადღე |
| georgiano | oršabati | samšabati | otkhšabati | khutšabati | paraskevi | šabati | kviradǧe |
| abcaso    | ашәахьа  | аҩаша     | ахаша      | аҧшьаша    | ахуаша    | асабша | амҽыша   |
| abcaso    | ašwax'a  | aòaša     | axaša      | aṗš'aša    | axuaša    | asabša | amċyša   |
| abazino   | швахьа   | гӀваша    | хаша       | пщаша      | хваша     | сабша  | мтшаша   |
| abazino   | šwaxja   | ʕwaša     | xaša       | pšjaša     | xwaša     | sabša  | mtšaša   |
| ceceno    | оршот    | шинара    | кхаара     | еара       | пӀераска  | шот    | кӀиранде |
| ceceno    | oršot    | šinara    | qaara      | jeara      | ṗeraska   | šot    | ḳirande  |

## Lingue austronesiane
| Lingua      | I           | II             | III        | IV             | V              | VI           | VII                   |
| cebuano     | Lunes       | Martes         | Miyerkoles | Huwebes        | Biyernes       | Sabado       | Dominggo              |
| giavanese   | Senen, Soma | Slasa, Anggara | Rebo, Buda | Kamis, Respati | Jemuwah, Sukra | Setu, Tumpek | Minggu, Akad, Raditya |
| hawaiiano   | Pōʻakahi    | Pōʻalua        | Pōʻakolu   | Pōʻaha         | Pōʻalima       | Pōʻaono      | Lāpule                |
| indonesiano | Senin       | Selasa         | Rabu       | Kamis          | Jumat          | Sabtu        | Minggu                |
| malese      | Isnin       | Selasa         | Rabu       | Khamis         | Jumaat         | Sabtu        | Ahad                  |
| malgascio   | Alatsinainy | Talata         | Alarobia   | Alakamisy      | Zomà           | Sabotsy      | Alahady               |
| māori       | Rāhine      | Rātū           | Rāapa      | Rāpare         | Rāmere         | Rāhoroi      | Rātapu                |
| marshallese | Ṃande       | Juje           | Wōnje      | Taije          | Bōraide        | Jādede       | Jabōt                 |
| sondanese   | Senén       | Salasa         | Rebo       | Kemis          | Jumaah         | Saptu        | Minggu                |
| tagalog     | Lunes       | Martes         | Miyerkoles | Huwebes        | Biyernes       | Sabado       | Linggo                |

## Lingue orientali
| Lingua        | I                   | II                | III                 | IV                  | V                   | VI                | VII                 |
| antico cinese | 月曜日              | 火曜日            | 水曜日              | 木曜日              | 金曜日              | 土曜日            | 日曜日              |
| antico cinese | yueyaori            | huoyaori          | shuiyaori           | muyaori             | jinyaori            | tuyaori           | riyaori             |
| cinese        | 星期一              | 星期二            | 星期三              | 星期四              | 星期五              | 星期六            | 星期日              |
| cinese        | xīngqī yī           | xīngqī èr         | xīngqī sān          | xīngqī sì           | xīngqī wǔ           | xīngqī liù        | xīngqī rì           |
| coreano       | 월요일 (月曜日)     | 화요일 (火曜日)   | 수요일 (水曜日)     | 목요일 (木曜日)     | 금요일 (金曜日)     | 토요일 (土曜日)   | 일요일 (日曜日)     |
| coreano       | woryoil             | hwayoil           | suyoil              | mogyoil             | geumyoil            | toyoil            | iryoil              |
| giapponese    | 月曜日 / げつようび | 火曜日 / かようび | 水曜日 / すいようび | 木曜日 / もくようび | 金曜日 / きんようび | 土曜日 / どようび | 日曜日 / にちようび |
| giapponese    | getsuyōbi           | kayōbi            | suiyōbi             | mokuyōbi            | kin'yōbi            | doyōbi            | nichiyōbi           |
| mongolo       | сумъяа              | ангараг           | буд                 | бархабадь           | сугар               | санчир            | адъяа               |
| mongolo       | sumija              | angarag           | bud                 | barhasbadi          | sugar               | sančir            | adija               |
| tibetano      | གཟའ་ཟླ་བ་            | གཟའ་མིག་དམར་       | གཟའ་ལླག་པ་           | གཟའ་ཕུར་བུ་           | གཟའ་པ་སངས་          | གཟའ་སྤེན་པ་         | གཟའ་ཉི་མ་            |
| tibetano      | gza' zla ba         | gza' mig mar      | gza' lhag pa        | gza' phur bu        | gza' pa sangs       | gza' spen pa      | gza' nyi ma         |
| vietnamita    | thứ hai             | thứ ba            | thứ tư              | thứ năm             | thứ sáu             | thứ bảy           | chủ nhật            |

La nomenclatura nelle lingue orientali asiatiche ha una base astronomica, in maniera simile al modello delle lingue neolatine. Anch'esso fa riferimento a Sole (日), Luna (月) ed ai cinque pianeti visibili ad occhio nudo (火星, 水星, 木星, 金星, 土星). Ad ognuno dei cinque pianeti è tradizionalmente associato, da parte della filosofia orientale, un elemento naturale: Fuoco-Marte, Acqua-Mercurio, Legno-Giove, Metallo-Venere, Terra-Saturno.

Questo sistema, nato in Cina, venne successivamente esportato in altri paesi come Giappone, Corea e Tibet. Attualmente, in Cina, viene utilizzato un sistema ordinale (il lunedì è il primo giorno e così via), mantenendo il riferimento astronomico solo nel nome della domenica.

In vietnamita, la domenica significa "giorno del Signore" ed è considerata il primo giorno della settimana. Gli altri giorni hanno un significato puramente numerale: martedì significa "secondo giorno" fino a sabato, "sesto giorno".

## Altre
| Lingua       | I                | II            | III             | IV                 | V                      | VI             | VII                 |
| albanese     | E hëne           | E marte       | E mërkure       | E ejnte            | E premte               | E shtune       | E diele             |
| arberesco    | E hënia          | E martja      | E mërkurja      | E injtja           | E prëmtja              | E shtunia      | E diellja           |
| armeno       | երկուշաբթի       | երեքշաբթի     | չորեքշաբթի      | հինգշաբթի          | ուրբաթ                 | շաբաթ          | կիրակի              |
| armeno       | erkušabt'i       | erek'šabt'i   | čorek'šabt'i    | hingšabt'i         | urbat'                 | šabat'         | kiraki              |
| basco        | astelehen        | astearte      | asteazken       | ostegun            | ostiral                | larunbat       | igande              |
| cambogiano   | ថ្ងៃច័ន្ទ            | ថ្ងៃអង្គារ        | ថ្ងៃពុធ            | ថ្ងៃព្រហស្បតិ៍           | ថ្ងៃសុក្រ                  | ថ្ងៃសៅរ៍           | ថ្ងៃអាទិត្យ              |
| cambogiano   | tŋay ʔaatɨt      | tŋay can      | tŋay ʔɑŋkie     | tŋay put           | tŋay prɔhoah           | tŋay sok       | tŋay sav            |
| cherokee     | ᎤᎾᏙᏓᏉᏅᎯ          | ᏔᎵᏁ ᎢᎦ        | ᏦᎢᏁ ᎢᎦ          | ᏅᎩᏁ ᎢᎦ             | ᏧᎾᎩᎶᏍᏗ                 | ᎤᎾᏙᏓᏈᏕᎾ        | ᎤᎾᏙᏓᏆᏍᎬ             |
| cherokee     | unadodaquonvhi   | taline iga    | tsoine iga      | nvgine iga         | tsunagilosdi           | unadodaquidena | unadodaquasgv       |
| groenlandese | Ataasinngortoq   | Marlunngortoq | Pingasunngortoq | Sisamanngortoq     | Tallimanngortoq        | Arfininngortoq | Sapaat, Sapaati     |
| guaranì      | arakoi           | arapy         | arandy          | arapo              | arapotei               | arapokoi       | aratei              |
| inuktitut    | ᓇᒡᒐᔭᖅ / Naggajaq | ᐱᖃᑖ / Piqataa | ᐱᖓᔪᐊ / Pingajua | ᕿᑎᖅᑯᐃᑦ / Qitiqquit | ᐅᓪᓗᑐᐃᓐᓇᖅ / Ullutuinnaq | ᓯᕙᑕᖅ / Sivataq | ᓴᓇᑦᑕᐃᓕ / Sanattaili |
| kirundi      | kwa mbere        | kwa kabiri    | kwa gatatu      | kwa kane           | kwa gatanu             | kwa gatandatu  | kwa mungu           |
| lao          | ວັນຈັນ             | ວັນອັງຄານ       | ວັນພຸດ            | ວັນພະຫັດ             | ວັນສຸກ                   | ་ວັນເສົາ         | ་ວັນອາທິດ             |
| swahili      | jumatatu         | jumanne       | jumatano        | alhamisi           | ijumaa                 | jumamosi       | jumapili            |
| thai         | วันจันทร์           | วันอังคาร       | วันพุธ            | วันพฤหัส             | วันศุกร์                  | วันเสาร์         | วันอาทิตย์             |
| thai         | wan jan          | wan angkaan   | wan pút         | wan príhàtbàdee    | wan sùk                | wan săo        | wan aathít          |
| zulu         | uMsombuluko      | uLwesibili    | uLwesithathu    | uLwesine           | uLwesihlanu            | uMgqibelo      | iSonto              |

## Lingue artificiali
| Lingua      | I       | II       | III          | IV               | V         | VI                | VII                   |
| breathanach | Lóindé  | Mairdé   | Mearchraídé  | Geoibhdé, Geoidé | Feinirdé  | Sàthairdé, Sàirdé | Doimhneach, Doinneach |
| brithenig   | Llyn    | Marth    | Merchyr      | Ioi              | Gwener    | Sabad             | Dônig                 |
| esperanto   | lundo   | mardo    | merkredo     | ĵaŭdo            | vendredo  | sabato            | dimanĉo               |
| ido         | Lundio  | Mardio   | Merkurdio    | Jovdio           | Venerdio  | Saturdio          | Sundio                |
| interlingua | Lunedì  | Martedì  | Mercuridi    | Jovedi           | Venerdi   | Sabbato           | Dominica              |
| LFN         | lundi   | martedì  | mercurdi     | jovedi           | venerdi   | saturdi           | soldi                 |
| novial      | lundie  | mardie   | merkurdie    | jodie            | venerdie  | saturdie          | sundie                |
| þrjótrunn   | Lúnidé  | Mærturdé | Mjörkridé    | Ördé             | Ýnirrdé   | Sætnidé           | Sælldé                |
| uropi       | Lundia  | Mardia   | Mididia      | Zusdia           | Wendia    | Sabadia           | Soldia                |
| volapük     | mudel   | tudel    | vedel        | dödel            | fridel    | zädel             | sudel                 |
| venedico    | łyńdzej | mardzej  | mrzekierdzej | jódzej           | wnierdzej | sobota            | domieniek             |